# باشگاه فوتبال لاهتی
باشگاه فوتبال لاهتی یک باشگاه فوتبال فنلاندی مستقر در شهر لاهتی است. این تیم در حال حاضر در لیگ برتر فوتبال فنلاند (Veikkausliiga)، پس از کسب مقام اول در لیگ دسته اول فوتبال فنلاند (Ykkönen) در فصل ۲۰۱۱ بازی می‌کند.

## بازیکنان برجسته
مشهورترین بازیکنی که در این باشگاه مشغول به فعالیت بوده‌است، یاری لیتمانن است که در دو مقطع برای این باشگاه بازی نموده‌است. وی سابقه پوشیدن پیراهن تیم‌های بارسلونا و لیورپول را نیز در کارنامه دارد.